# Gerry Mulligan Meets Johnny Hodges
Gerry Mulligan Meets Johnny Hodges est un album de cool jazz enregistré en 1959 par les saxophonistes américains Gerry Mulligan et Johnny Hodges et publié en 1960 sur le label Verve Records,.
Cet album fait partie d'une série de collaborations remarquables entre Gerry Mulligan et d'autres jazzmen de premier plan de son époque comme, par exemple, la session d'enregistrement avec Ben Webster.

## Historique

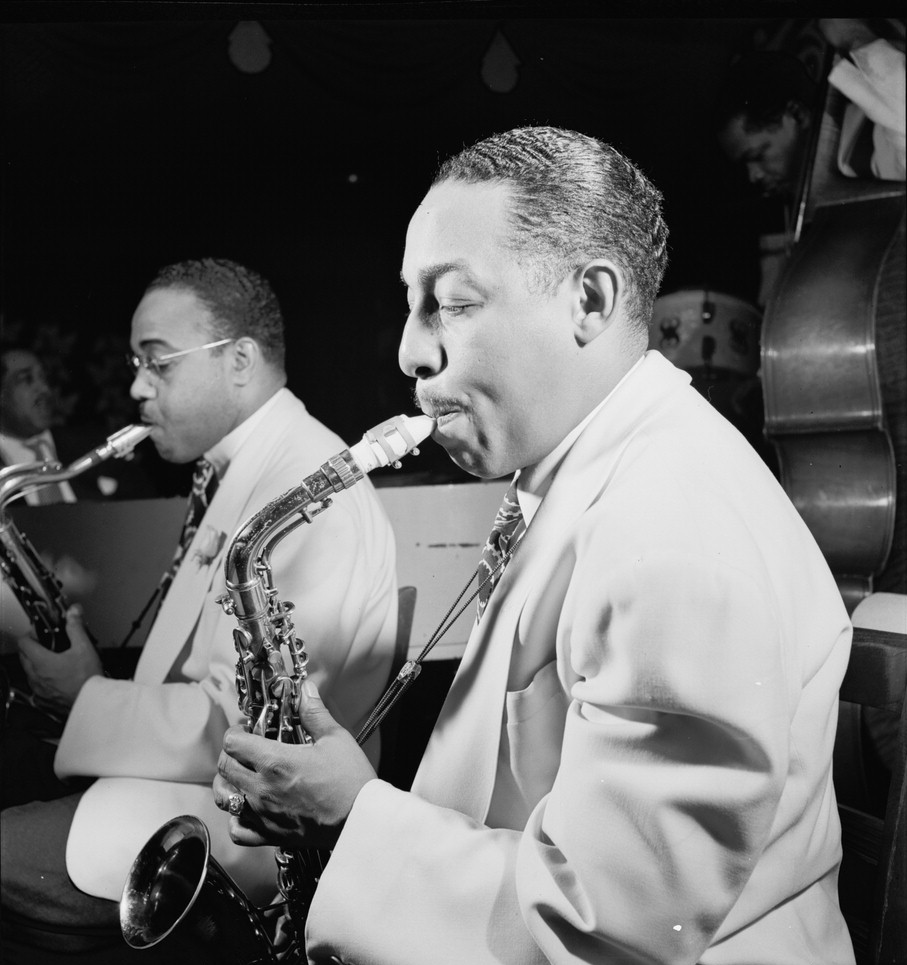
Johnny Hodges en 1946.

### Contexte
Comme le souligne Nat Hentoff, auteur de la notice du LP original (original liner notes), « Gerry avait hâte d'enregistrer avec The Rabbit depuis longtemps. Il a donc accueilli favorablement l'idée de Norman Granz pour cette série ».
Selon les propres termes de Gerry Mulligan « Johnny a été l'un des hommes que j'ai le plus aimé entendre d'aussi loin que je me souvienne.  J'ai commencé à jouer de l'alto à l'adolescence, après la clarinette, et je me suis donc particulièrement intéressé au travail de Hodges avec l'ensemble d'Ellington ».

### Enregistrement et production
La session a été planifiée à l'avance en ce sens que Mulligan et Hodges l'ont tous deux préparée un certain temps avant la session d'enregistrement, pour laquelle Hodges est venu en avion sur la côte Ouest. Chacun des deux protagonistes a apporté trois morceaux originaux.
Le disque est enregistré le 17 novembre 1959 aux studios United Recorders à Hollywood en Californie,,,.
La session s'est très bien déroulée, avec presque tous les morceaux enregistrés en maximum 3 prises selon Henthoff, ce qui est contredit par AllMusic qui soutient que, en dépit de ce qu'écrit Henthoff, certains morceaux ont nécessité plus de trois prises.
L'album est produit par Ken Druker (executive producer) et Hollis King (art direction).

### Publication
L'album sort en juillet 1960 en disque vinyle long play (LP) sur le label Verve Records sous la référence Verve MGV 8367,,,,.
La notice originale du LP (original liner notes) est de la main de Nat Hentoff,, historien, romancier, critique de jazz et de musique country, chroniqueur, disc jockey radio et producteur de disques.

### Rééditions
L'album est réédité à de nombreuses reprises en disque vinyle LP de 1963 à 2010 par les labels Verve et Wax Time,.
À partir de 2003, il est publié en CD par les labels Verve et AIS,.

## Accueil critique
Nat Hentoff, auteur de la notice originale du LP (original liner notes), estime que « il est presque sans précédent de voir une session entière rester proche de ce niveau de perfection ». Il souligne également que « Cette session est particulièrement attrayante pour son air tout à fait décontracté. Il n'y a aucune tension, aucune trace de prétention ». Hentoff souligne enfin la contribution du pianiste Claude Williamson dans ce qu'il estime être sa performance la plus détendue et la plus personnelle jusqu'alors.
Dans les années 1960, la revue jazz DownBeat lui attribue 3,5 étoiles.
Le site AllMusic attribue 4 étoiles à l'album. Le critique musical Ken Dryden d'AllMusic souligne que « Le rendez-vous de Gerry Mulligan avec Johnny Hodges en studio en 1959 est l'une des sessions les plus satisfaisantes de ses diverses rencontres avec différents saxophonistes pour Verve, mais c'est inexplicablement la dernière à être disponible sur CD ». Et Dryden de conclure : « Tout au long de la session, les deux saxophonistes se mélangent magnifiquement et  complètent leurs efforts respectifs, même si ce fut leur seule occasion d'enregistrer ensemble en studio ».

## Liste des morceaux
Comme il a été dit plus haut, chacun des deux saxophonistes a apporté trois morceaux originaux.
On notera que l'album est qualifié de cool jazz par AllMusic et de post-bop par Discogs.
Voici la liste des six morceaux du LP original,,,, :
| No | Titre                 | Auteur                         | Durée |
| -- | --------------------- | ------------------------------ | ----- |
| 1. | Bunny                 | Gerry Mulligan                 | 5:43  |
| 2. | What's the Rush       | Judy Holliday / Gerry Mulligan | 3:42  |
| 3. | Back Beat             | Johnny Hodges                  | 7:27  |
| 4. | What It's All About   | Johnny Hodges                  | 4:01  |
| 5. | 18 Carrots For Rabbit | Gerry Mulligan                 | 5:14  |
| 6. | Shady Side            | Johnny Hodges                  | 7:04  |

## Musiciens
- Gerry Mulligan : saxophone baryton
- Johnny Hodges : saxophone alto
- Claude Williamson : piano
- Buddy Clark : contrebasse
- Mel Lewis : batterie